# المراسيم المتعلقة بساكسونيا
Capitulatio de partibus Saxoniae (الاسم باللاتينية، ويترجم إلى «المراسيم المتعلقة بساكسونيا» أو "Saxon Capitularies") هو قانون أصدره شارلمان وتم تطبيقه بين الساكسون خلال الحروب الساكسونية. يؤرخ إصدار القانون تقليديا لحملة شارلمان سنة 782، وأحيانا إلى سنة 785، ويعتبر تاريخ 795 ممكنًا أيضًا. على الرغم من القانون، استمر بعض السكسونيين في رفض حكم شارلمان ومحاولات التنصير، مع استمرار البعض في التمرد حتى بعد وفاة شارلمان (مثل انتفاضة ستيلينجا). وكان قد تم إصداره بعد أن دمر الساكسونيون بعض الكنائس وقتلوا القساوسة والرهبان التبشيريين.

 تركز العديد من قوانين Capitulatio de partibus Saxoniae على تنصير السكسونيين الوثنيين، بما في ذلك الحكم بالإعدام للساكسونيين الذين يرفضون التعميد: 

8. إذا كان أي من عرق السكسونيين يود أن يخفي نفسه غير معمد، ويسخر من المجيء إلى المعمودية ويرغب في أن يبقى وثنيًا، فليعاقب بالإعدام.

 يشير الباحث بيير ريتشي إلى القانون على أنه «إرهاب»، ويلاحظ أن مذبحة فيردين، التي أمر فيها شارلمان بذبح 4500 سجين ساكسوني في عام 782، يمكن اعتبارها مقدمة للقانون.
وفقًا للموسوعة البريطانية، «على الرغم من عدم إلغاء المرسوم السابق بالضرورة، استبدل القانون التالي (Capitulare Saxonicum) التدابير الأشد قسوة الخاصة بالقانون السابق، وعمل على التحويل من خلال أساليب أقل وحشية».

## قائمة المراجع
- Hen, Yitzhak (2006). Charlemagne’s Jihad (Thesis). Ben-Gurion University of the Negev.
- Munro، Dana Carleton (2004). Selections from the Laws of Charles the Great. Kessinger Publishing. ISBN:978-1-4179-6511-3.
- Riché، Pierre (1993). The Carolingians. University of Pennsylvania Press. ISBN:978-0-8122-1342-3.
- Rembold، Ingrid (2018). Conquest and Christianization. Cambridge University Press. ISBN:978-0-8122-1342-3.